# Dichromia frustalis
Dichromia frustalis là một loài bướm đêm trong họ Erebidae.